# 255 г. пр.н.е.
255 (двеста петдесет и пета) година преди новата ера (пр.н.е.) е година от доюлианския (Помпилийски) римски календар.

## Събития

### В Римската република
- Консули са Сервий Фулвий Петин Нобилиор и Марк Емилий Павел.
- Продължава Първата пуническа война:
  - По време на дипломатически преговори, Марк Атилий Регул отхвърля картагенските предложения и вместо това поставя извънредно тежки условия за мир, което проваля опитите за приключване на войната.[1]
  - Духът на картагенците е повдигнат от пристигането на група наемници предвождани от спартанеца Ксантип, който реорганизира отбраната им и тренира картагенската войска.[1]
  - В Битката при река Баградас/Тунис Регул, който не изчаква пристигането на подкрепления от Италия, претърпява пълен разгром от картагенската войска предвождана от Ксантип чиято кавалерия и слонове изиграват решаваща роля.[1] Регул е пленен заедно с още 500 войници, 2000 римляни успяват да избягат, а всички останали от войската му падат на бойното поле.[1][2]
  - Римски флот от 210 кораби, командван от консулите, постига голяма победа над картагенски флот от 200 кораби при нос Бон като пленяват 114 от тях, след което се насочва към град Клупея, където спасяват оцелелите остатъци от войската на Регул.[3]
  - При завръщането си в Сицилия римският флот попада в силна буря, поради която много от корабите се разбиват в скалите по крайбрежието. От 264 кораби оцеляват само 80, а 25 000 войници и 70 000 гребци (сред които вероятно и много картагенци) се издавят в тази безпрецедентна катастрофа.[3]

### В империята на Селевкидите
- Продължава Втората сирийска война между птолемейски Египет и царството на Селевкидите.

### В Гърция
- Ахейският съюз започва да избира един стратег за всяка година вместо двама с встъпване в длъжност през месец май.[4]
- Аргос се освобождава от македонско владичество.[notes 1][4]

### В Мала Азия
- Зиаил взима властта във Витиния.[notes 2][4]
- Започва царския период на Кападокия, когато Ариарат III се провъзгласява за цар.[notes 3][5]

## Починали
Бележки:
1. ↑  Годината е приблизителна.
2. ↑  Около 255 – 254 г. пр.н.е.
3. ↑  Годината е приблизителна.